# Xanthephialtes schoutedeni
Xanthephialtes schoutedeni är en stekelart som beskrevs av Pierre L. G. Benoit 1954. Xanthephialtes schoutedeni ingår i släktet Xanthephialtes och familjen brokparasitsteklar. Inga underarter finns listade i Catalogue of Life.